# Capella de Santa Quitèria
Capella de Santa Quitèria és una església barroca de Vielha e Mijaran (Vall d'Aran) inclosa a l'Inventari del Patrimoni Arquitectònic de Catalunya.

## Descripció
Capella de planta rectangular, d'absis quadrat i amb contraforts per les quatre cares. La porta d'accés roman a la cara de llevant i consta d'un arc de mig punt amb una obertura també de mig punt damunt d'ella. La façana de llevant és coronada per una espadanya de doble finestra.